# Micromya gurbaxii
Micromya gurbaxii är en tvåvingeart som först beskrevs av Grover 1970.  Micromya gurbaxii ingår i släktet Micromya och familjen gallmyggor. Inga underarter finns listade i Catalogue of Life.